# Sauze di Cesana
Sauze di Cesana (Lo Grand Sause in occitano, Sàuze 'd Cesan-a in piemontese), è un comune italiano di 229 abitanti della città metropolitana di Torino, in Piemonte. Si trova in Val di Susa.

## Storia
Nel 1928 il comune di Sauze di Cesana venne aggregato a quello di Cesana Torinese, e nel 1934 passò sotto il territorio del nuovo comune di Sestriere. Nel 1947, con la fine del fascismo, riacquistò la propria autonomia. Il 14 luglio 1962 fu devastato da un violento incendio.

## Monumenti e luoghi d'interesse
- Chiesa parrocchiale di San Restituto
- Valle Argentera

## Società

### Evoluzione demografica
Abitanti censiti

### Etnie e minoranze straniere
Secondo i dati ISTAT al 31 dicembre 2009 la popolazione straniera residente era di 9 persone. Le nazionalità maggiormente rappresentate in base alla loro percentuale sul totale della popolazione residente erano:
- Romania 7 2,80%

## Geografia antropica

### Frazioni
- Grangesises (1840 m s.l.m.), sulle pendici del monte Sises, ha origini settecentesche[senza fonte] ed è attualmente costituita esclusivamente da palazzine ad uso turistico, costruite in anni recenti a parziale imitazione dello stile tradizionale
- Rollieres
- Bessen Bass
- Bessen Haut (1968 m s.l.m.)

## Amministrazione
Di seguito è presentata una tabella relativa alle amministrazioni che si sono succedute in questo comune.
| Periodo           | Periodo          | Primo cittadino              | Partito                                 | Carica  | Note  |
| ----------------- | ---------------- | ---------------------------- | --------------------------------------- | ------- | ----- |
| 10 giugno 2024    | 2029             | Federico Marocco             | uniti per Sauze di Cesana, lista civica | Sindaco | [ 8 ] |
| 23 settembre 1989 | 21 novembre 1994 | Marcello Paltrinieri         | lista civica                            | Sindaco | [ 8 ] |
| 21 novembre 1994  | 16 giugno 1995   | Enzo Manzon                  | -                                       | Sindaco | [ 8 ] |
| 20 novembre 1995  | 17 aprile 2000   | Giovanni Piergiorgio Chiampo | Forza Italia                            | Sindaco | [ 8 ] |
| 17 aprile 2000    | 27 marzo 2003    | Giovanni Piergiorgio Chiampo | lista civica                            | Sindaco | [ 8 ] |
| 14 giugno 2004    | 8 giugno 2009    | Erwin Strazzabosco           | lista civica                            | Sindaco | [ 8 ] |
| 8 giugno 2009     | 26 maggio 2014   | Erwin Strazzabosco           | lista civica                            | Sindaco | [ 8 ] |
| 26 maggio 2014    | 2024             | Maurizio Beria d'Argentina   | lista civica: territorio e futuro       | Sindaco | [ 8 ] |

### Altre informazioni amministrative
Il comune faceva parte della Comunità Montana Valle Susa e Val Sangone.

## Nella cultura di massa
Alcune scene del film del 2013 Benvenuto Presidente sono state girate a Sauze con la collaborazione della Film Commission Torino Piemonte.
Alcune scene del film del 1987 Non scommettere mai con il cielo di Mariano Laurenti, con Alessandra Mussolini, Eva Grimaldi, Saverio Vallone, sono state girate a Grangesises.